# Svarthuvad vipa

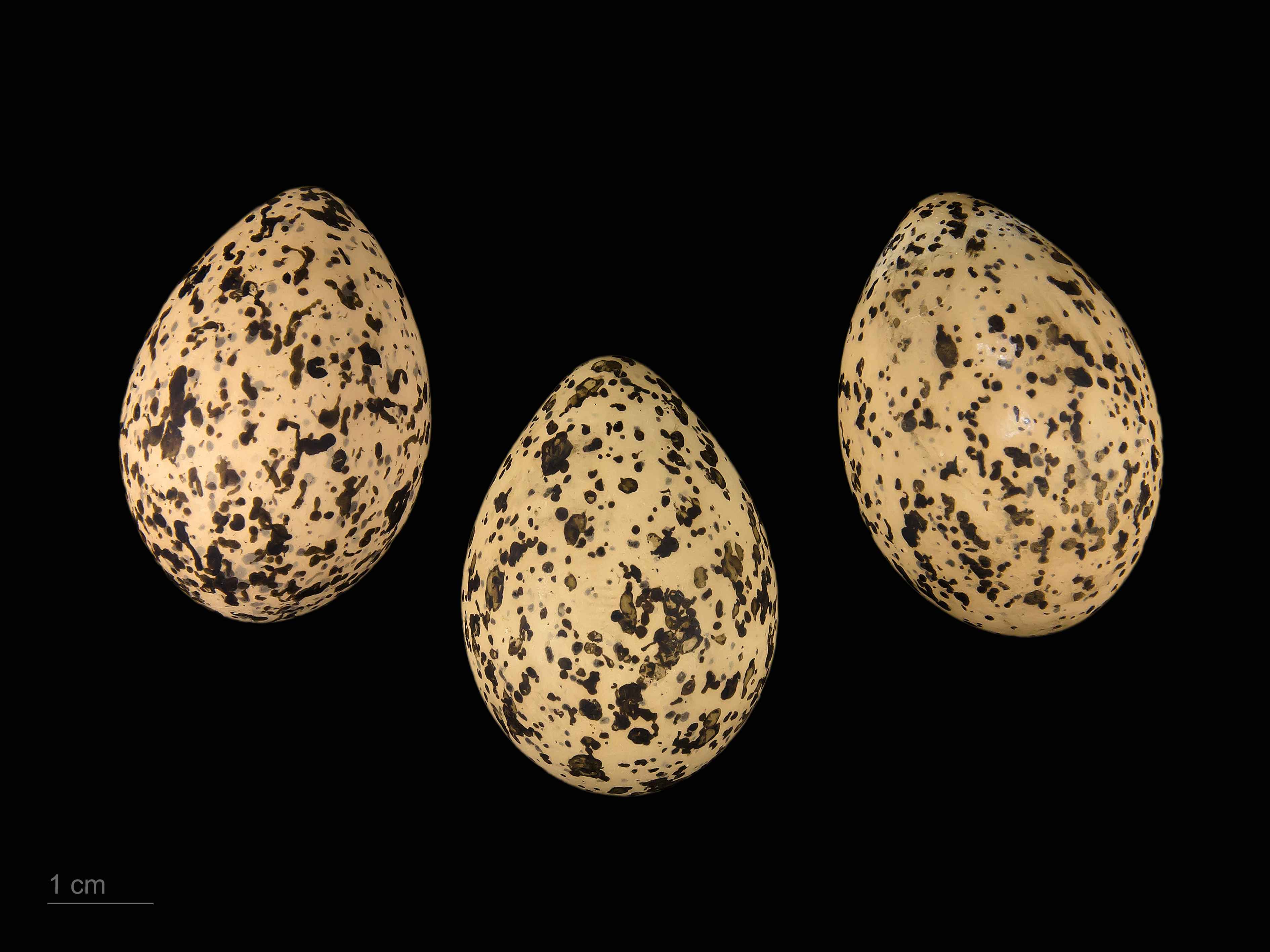
Vanellus tectus

Svarthuvad vipa (Vanellus tectus) är en afrikansk fågel i familjen pipare inom ordningen vadarfåglar.

## Utseende och läten
Svarthuvad vipa är en omisskännlig och iögonfallande medelstor cirka 25 centimeter lång vadare. Som namnet avslöjar är huvudet svart bortsett från vit panna och nedersta delen av ansiktet samt ett vitt band tvärs över nacken. Den har en spretig tofs likt tofsvipans och näbb och ben är röda. Stjärten är svartspetsat vit. I flykten syns svarta handpennor och bruna täckare åtskilda av ett vitt streck. Undersidan av vingen är vit med svarta handpennor. Lätet är ett metalliskt tink-tink.

## Utbredning och systematik
Svarthuvad vipa förekommer söder om Sahara i ett bälte som sträcker sig från Senegal till Etiopien. Den delas in i två underarter med följande utbredning:
- Vanellus tectus tectus – förekommer från södra Mauretanien och Senegal till Eritrea, Etiopien, Uganda och nordvästra Kenya
- Vanellus tectus latifrons – förekommer från södra Somalia till östra Kenya; även påträffad i norra Tanzania

Arten är i huvudsak stannfågel men kan göra vissa årstidsmässiga rörelser under regn i Mauretanien, Mali och Nigeria.  Den har utanför utbredningsområdet påträffats i Jordanien och Israel. Den har hybridiserat med kronvipa (Vanellus coronatus). Genetiska studier tyder också på att de är varandras närmaste släktingar.

## Ekologi
Svarthuvad vipa är en vanlig häckfågel i låglänta områden nära vatten. Den lägger två till tre ägg i en uppskrapad grop i marken. Fågeln födosöker oftare i torrare områden som golfbanor eller buskmarker med gräs där den plockar insekter och andra ryggradslösa djur från marken.

## Status och hot
Arten har ett stort utbredningsområde och en stor population med okänd utveckling. Utifrån dessa kriterier kategoriserar IUCN arten som livskraftig (LC).